# Klemensów
Klemensów – dawna wieś, od 1934 r. wschodnia część miasta Szczebrzeszyn, położona nad rzeką Wieprz.  
Klemensów swój rozwój zawdzięcza postawionej tu w 1894 roku przez Ordynację Zamojską cukrowni „Klemensów”. Do budynków zarządców folwarku dołączyły budynki zarządu i głównych specjalistów cukrowni. W 1897 roku uruchomiono z niej linię kolei konnej, a w latach 1907–1912 Kolej Podjazdową Cukrowni „Klemensów”. W latach 1929–1970 cukrownia eksploatowała dwie linie wąskotorowe: Klemensów – Wysokie oraz Ruskie Piaski – Wierzbica. W 2002 roku cukrownia weszła w skład Krajowej Spółki Cukrowej S.A. W 2003 roku zlikwidowano w niej produkcję i zamknięto zakład. W 2011 roku rozpoczęto ostateczną rozbiórkę budynków cukrowni.
W 1941 roku obok cukrowni, częściowo wykorzystywanej jako magazyn bomb, Niemcy zbudowali lotnisko polowe. Od 1916 roku znajduje się tu stacja linii kolejowej nr 69 : Bełżec-Zawada-Rejowiec.
Klemensów jest siedzibą rzymskokatolickiej parafii Najświętszego Serca Pana Jezusa.
Ppor. rez. Bolesław Józef WOLSKI ,
ur. 26 I 1908 w folw arku Klemensów, pow. zamojski. 
W 1908 roku w folwarku Klemensów urodził się nauczyciel Bolesław Józef Wolski syn Józefa i Marianny z Szubertów, podporucznik rezerwy Wojska Polskiego i ofiara zbrodni katyńskiej zamordowana w Katyniu.

## Zabytki
- Zespół pałacowo-parkowy Klemensów-Park